# Championnat de France des rallyes 1975
Navigation
Édition précédente Édition suivante
Le championnat de France des rallyes 1975 fut remporté, dans le groupe 4/5, par Jacques Henry sur une Alpine A110. C'est le deuxième titre consécutif pour ce pilote en championnat de France. C'est aussi le dernier de la berlinette A110 en championnat de France. 
À noter qu'un peu plus de trente ans plus tard, le fils de Jacques Henry, Patrick Henry sera à son tour consacré champion de France. Ce sera en 2007 aux commandes d'une Peugeot 307 WRC.

## Rallyes de la saison 1975
| N° | Dates                     | Rallye                              | Vainqueur           | Copilote          | Voiture               |
| 1  | 22 février-23 février     | Ronde internationale Neige et Glace | Jacques Henry       | Maurice Gélin     | Alpine A110 1800      |
| 2  | 8 mars-9 mars             | Rallye Stuttgart/Lyon-Charbonnières | Maurizio Verini     | Francesco Rosetti | Fiat 124 Abarth       |
| 3  | 15 mars-16 mars           | Ronde de la Giraglia                | Jacques Henry       | Maurice Gélin     | Alpine A110 1800      |
| 4  | 5 avril-6 avril           | Critérium de Touraine               | Jacques Henry       | Maurice Gélin     | Alpine A110 1800      |
| 5  | 23 mai-25 mai             | Rallye de Lorraine                  | Jacques Henry       | Maurice Gélin     | Alpine A110 1800      |
| 6  | 24 mai-25 mai             | Rallye du Mont-Blanc                | Francis Vincent     | Michel Rousseau   | Alfa Romeo Giulia GTV |
| 7  | 31 mai-1er juin           | Critérium Alpin                     | Jean-Pierre Nicolas | Vincent Laverne   | Alpine A110 1800      |
| 8  | 7 juin-8 juin             | Ronde Cévenole                      | Jean-Luc Thérier    | pas de copilote   | Alpine A310           |
| 9  | 14 juin-15 juin           | Ronde Vercors-Vivarais              | Jean-Luc Thérier    | Michel Vial       | Alpine A310           |
| 10 | 21 juin-22 juin           | Rallye d'Antibes                    | Jean-Pierre Nicolas | Vincent Laverne   | Alpine A110 1800      |
| 11 | 15 septembre-23 septembre | Tour de France automobile           | Bernard Darniche    | Alain Mahé        | Lancia Stratos HF     |
| 12 | 8 novembre-9 novembre     | Tour de Corse                       | Bernard Darniche    | Alain Mahé        | Lancia Stratos HF     |
| 13 | 22 novembre-23 novembre   | Critérium des Cévennes              | Jacques Henry       | Maurice Gélin     | Alpine A110 1800      |
| 14 | 29 novembre-30 novembre   | Rallye du Var                       | Bernard Darniche    | Alain Mahé        | Lancia Stratos HF     |

## Classements du championnat

### Groupe 4/5
| Place | Pilote              | Voiture                                               | Points | 1   | 2  | 3   | 4   | 5   | 6 | 7   | 8   | 9   | 10  | 11  | 12  | 13  | 14  |
| ----- | ------------------- | ----------------------------------------------------- | ------ | --- | -- | --- | --- | --- | - | --- | --- | --- | --- | --- | --- | --- | --- |
| 1er   | Jacques Henry       | Alpine A110 1800                                      | 787    | 1er | ab | 1er | 1er | 1er |   | 2e  |     |     | ab  |     | 5e  | 1er |     |
| 2e    | Bernard Darniche    | Fiat 124 Abarth, Fiat X1/9 Abarth & Lancia Stratos HF | 602    | 2e  | ab |     |     |     |   | ab  |     |     |     | 1er | 1er |     | 1er |
| 3e    | Jean-Pierre Nicolas | Renault 17 Gordini & Alpine A110 1800                 | 585    | 3e  |    |     | 5e  |     |   | 1er |     |     | 1er |     |     |     |     |
| 4e    | Jean-Luc Thérier    | Alpine A310                                           | 274    |     | ab |     |     |     |   |     | 1er | 1er |     |     | ab  |     |     |
| 5e    | Christine Dacremont | Alpine A110 1800 & Alpine A310                        | 265    | 15e |    |     |     |     |   |     |     |     |     | 6e  |     |     |     |

### Groupe 3
| Place | Pilote             | Voiture         | Points | 1  | 2   | 3  | 4  | 5 | 6  | 7  | 8   | 9 | 10 | 11 | 12 | 13  | 14 |
| ----- | ------------------ | --------------- | ------ | -- | --- | -- | -- | - | -- | -- | --- | - | -- | -- | -- | --- | -- |
| 1er   | Jean-François Mas  | Porsche Carrera | 823    | 6e | ab  |    | 3e |   | 6e | ab | 3e  |   |    | 2e |    | 4e  |    |
| 2e    | Jean-Pierre Rouget | Porsche Carrera | 756    | ab | 10e |    |    |   |    |    | 13e |   |    | 3e | ab |     |    |
| 3e    | Michèle Mouton     | Alpine A110     | 725    |    | 11e | 6e |    |   |    | 5e | 7e  |   | 6e | ab | 7e | 10e |    |

### Groupe 2
| Place | Pilote              | Voiture               | Points | 1  | 2  | 3 | 4  | 5  | 6  | 7  | 8  | 9 | 10 | 11 | 12 | 13 | 14 |
| ----- | ------------------- | --------------------- | ------ | -- | -- | - | -- | -- | -- | -- | -- | - | -- | -- | -- | -- | -- |
| 1er   | Gérard Sainpy       | Ford Escort RS        | 583    |    |    |   |    | 3e |    |    | 6e |   |    |    |    | 6e | 3e |
| 2e    | Jean-Louis Clarr    | Opel Ascona           | 553    |    | 4e |   | ab |    | 4e |    |    |   | 7e |    |    | 5e | 2e |
| 3e    | Jean-Claude Andruet | Alfa Romeo Alfetta GT | 315    | 4e | ab |   |    |    |    | ab |    |   | ab |    | 3e |    |    |

### Groupe 1
| Place | Pilote             | Voiture                    | Points | 1   | 2  | 3  | 4 | 5  | 6  | 7 | 8   | 9  | 10 | 11 | 12 | 13  | 14  |
| ----- | ------------------ | -------------------------- | ------ | --- | -- | -- | - | -- | -- | - | --- | -- | -- | -- | -- | --- | --- |
| 1er   | Guy Fréquelin      | Alfa Romeo Giulia 2000 GTV | 805    | 10e | 6e |    |   | ab |    |   |     | 6e | 9e |    |    |     |     |
| 2e    | Bernard Béguin     | Alfa Romeo Giulia 2000 GTV | 705    | 14e | 5e | 7e |   |    | 3e |   | 10e |    |    | 5e |    | 11e |     |
| 3e    | Jean-Louis Ravenel | Opel Commodore GSE coupé   | 319    |     |    |    |   |    |    |   |     |    |    |    |    |     | 12e |